# Anoplistes diabolicus
Anoplistes diabolicus är en skalbaggsart som först beskrevs av Edmund Reitter 1915.  Anoplistes diabolicus ingår i släktet Anoplistes och familjen långhorningar.
Artens utbredningsområde är Kazakstan. Inga underarter finns listade i Catalogue of Life.